# Glattnasen
Die Glattnasen (Vespertilionidae) sind eine Familie der Fledermäuse. Es ist die artenreichste Familie dieser Gruppe, zu ihnen gehören mit weltweit etwa 350 Arten in rund 45 Gattungen rund ein Drittel aller bekannten Fledermausarten.

## Verbreitung
Glattnasen sind weltweit in gemäßigten, subtropischen und tropischen Regionen verbreitet, sie fehlen lediglich in der Arktis, der Antarktis und auf entlegensten Inseln. In Europa sind rund 35 Arten verbreitet, davon rund 25 auch in Mitteleuropa. Mit Ausnahme mehrerer Hufeisennasen, der Europäischen Bulldoggfledermaus (Tadarida teniotis) und dem Nilflughund (Rousettus aegyptiacus) in Zypern gehören alle europäischen Fledermäuse in diese Familie. Eine komplette Liste findet sich im Abschnitt Systematik.

## Beschreibung
Glattnasen haben ihren Namen daher, dass sie im Gegensatz zu anderen Fledermäusen keine Nasenaufsätze besitzen, nur in der Unterfamilie der Australischen Langohrfledermäuse ist ein rudimentäres Nasenblatt vorhanden. Die Augen sind klein, die Ohren im Gegensatz sehr groß, sie können etwa bei den Langohrfledermäusen (Plecotus) bis zu 40 Millimeter lang werden und sind über einen Ohrdeckel (Tragus) verschließbar. Die Fellfärbung ist in der Regel braun, grau oder schwarz, es gibt jedoch auch rötliche, gelbe und mehrere gemusterte Arten. Ein Schwanz ist generell vorhanden, er ist in der Schwanzflughaut (Uropatagium) eingebettet. Glattnasen erreichen eine Kopfrumpflänge von 32 bis 105 Millimetern, eine Schwanzlänge von 25 bis 75 Millimetern und ein Gewicht von 4 bis 50 Gramm.

## Lebensweise
Diese Fledermäuse kommen in einer Vielzahl von Lebensräumen vor, von trockenen Wüsten bis zu feuchten Regenwäldern. Als Schlafplätze dienen ihnen vorrangig Höhlen, sie sind jedoch auch in Minen, Gebäuden, Baumhöhlen oder in großen Blättern zu finden. Einige Arten leben einzelgängerisch, andere sind in großen Gruppen von hunderttausenden Tieren zu finden. Die Arten in kühleren Regionen migrieren während der kalten Jahreszeit in wärmere Gebiete oder halten einen Winterschlaf, wozu sie oft eigene Winterquartiere aufsuchen. Wie die meisten Fledermäuse sind sie nachtaktiv.

## Nahrung
Die meisten Glattnasen ernähren sich von Insekten. Die meisten fangen ihre Beute im Flug mit Hilfe ihrer Schwanzflughaut, einige jedoch sammeln Insekten auch kriechend. Von manchen Arten ist bekannt, dass sie Fische fressen, zu diesem Zweck fischen sie ihre Beute mit Hilfe ihrer Hinterbeine aus Seen oder Flüssen.

## Fortpflanzung
Die meisten Glattnasenweibchen haben zwei Zitzen. Bei vielen Arten bilden die Weibchen „Wochenstuben“, in die sie sich zur Geburt und der folgenden Zeit der Jungenaufzucht gemeinsam zurückziehen. Die Männchen beteiligen sich in der Regel nicht an der Aufzucht. Bei Arten in kühleren Gebieten erfolgt die Paarung im Herbst oder Winter, das Sperma wird im Fortpflanzungstrakt des Weibchens aufbewahrt und kommt erst im Frühjahr zur Befruchtung. In wärmeren Gebieten kann die Paarung das ganze Jahr über erfolgen. Die Tragzeit liegt im Schnitt bei 40 bis 70 Tagen, üblicherweise kommt ein einzelnes (selten bis zu vier) Jungtier zur Welt. Die Lebenserwartung ist für Tiere ihrer Körpergröße relativ hoch, einzelne Exemplare können ein Alter von 20 Jahren und mehr erreichen.

## Bedrohung
Hauptbedrohung der Glattnasen ist die fortschreitende Vernichtung ihres Lebensraumes, insbesondere endemische Arten auf kleinen Inseln sind davon betroffen. Aber auch in Europa sind viele Arten durch Sanierung von Altbauten oder durch Vergiftung mit Insektenschutzmitteln betroffen. Die IUCN listet zwei Arten als ausgestorben, 27 weitere gelten als stark bedroht oder bedroht, für viele Arten fehlen jedoch genaue Daten.

## Systematik

### Externe Systematik
Glattnasen werden in einer eigenen Überfamilie, Vespertilionoidea eingeordnet. Ihre nächsten Verwandten bilden die Bulldoggfledermäuse (Molossidae). Fossile Vorfahren sind seit dem mittleren Eozän belegt.

### Interne Systematik
Die interne Systematik ist immer noch Gegenstand zahlreicher Diskussionen. Die zahlreichen Gattungen werden in sechs Unterfamilien eingeteilt, deren stammesgeschichtliche Verhältnisse aber unklar bleiben. Die südamerikanische Art Tomopeas ravus dürfte nach jüngeren Untersuchungen zu den Bulldoggfledermäusen gehören, dafür gehören die Antrozoinae, die manchmal als Antrozoidae in den Rang einer eigenen Familie erhoben werden, vermutlich doch zu den Glattnasen.
- Unterfamilie Kerivoulinae
  - Wollfledermäuse (Kerivoula), etwa 20 Arten, Afrika, Südostasien, Australien
  - Trompetenohren (Phoniscus), 4 Arten, Südostasien, Australien
- Unterfamilie Langflügelfledermäuse (Miniopterinae)
  - Langflügelfledermäuse (Miniopterus), 20–21 Arten, Eurasien, Afrika, Australien, davon 1 Art in Europa
- Unterfamilie Röhrennasenfledermäuse (Murininae)
  - Harpiocephalus, 2 Arten, Südostasien
  - Murina, 15 Arten, Ost-, Süd- und Südostasien
- Unterfamilie Antrozoinae
  - Wüstenfledermaus (Antrozous pallidus), Nord- und Mittelamerika
  - Van-Gelder-Fledermaus (Bauerus dubiaquercus), Mittelamerika
- Unterfamilie Australische Langohrfledermäuse (Nyctophilinae)
  - Nyctophilus, 10 Arten, Australien, Neuguinea
  - Neuguinea-Langohr (Pharotis imogene), Neuguinea
- Unterfamilie Eigentliche Glattnasen (Vespertilioninae)
  - Mopsfledermäuse (Barbastella), 2 Arten, Eurasien, davon 1 in Europa
  - Cassistrellus, 2 Arten, Südostasien[1]
  - Lappenfledermäuse (Chalinolobus), 7 Arten, Australien, Neuseeland
  - Amerikanische Langohrfledermäuse (Corynorhinus), 3 Arten, Nordamerika
  - Breitflügelfledermäuse (Eptesicus), rund 30 Arten, weltweit, davon 2 in Europa
  - Gefleckte Fledermaus (Euderma maculatum), Nordamerika
  - Diskusfüßige Fledermaus (Eudiscopus denticulus), Südostasien
  - Schmetterlingsfledermäuse (Glauconycteris), 11 Arten, Afrika
  - Dickdaumenfledermäuse (Glischropus), 2 Arten, Südostasien
  - Hesperoptenus, 5 Arten, Südostasien
  - Histiotus, 4 Arten, Südamerika
  - Hypsugo, rund 15 Arten, weltweit, davon 1 in Europa
  - Ostasiatischer Frühabendsegler (Ia io), China
  - Allen-Langohrfledermaus (Idionycteris phyllotis), Nordamerika
  - Afrikanische Langohrfledermäuse (Laephotis), 4 Arten, Afrika
  - Silberhaarfledermaus (Lasionycteris noctivagans), Nordamerika
  - Haarschwanzfledermäuse (Lasiurus), 15 Arten, Amerika
  - Moloneys Schmalflügel-Fledermaus (Mimetillus moloneyi), Zentralafrika
  - Mirostrellus, Myanmar[2]
  - Mausohren (Myotis): rund 90 Arten, weltweit, davon 11 in Europa
  - Neoeptesicus, 10 Arten, Süd- und Mittelamerika[3]
  - Schwarzweiße Schmetterlingsfledermaus (Niumbaha superba), Afrika
  - Abendsegler (Nyctalus), 6 Arten, Eurasien, Nordafrika, davon 4 in Europa
  - Amerikanische Abendsegler (Nycticeius), 2 Arten, Nordamerika
  - Schlieffen-Fledermaus (Nycticeinops schlieffeni), Afrika, Südwestasien
  - Wüstenlangohr (Otonycteris hemprichi), Nordafrika, Westasien
  - Westliche Amerikanische Zwergfledermaus (Parastrellus hesperus), eine Art im westlichen Nordamerika
  - Östliche Amerikanische Zwergfledermaus (Perimyotis subflavus), eine Art im östlichen Nordamerika
  - Philetor brachypterus, Südostasien
  - Zwergfledermäuse (Pipistrellus), rund 35 Arten, weltweit, davon 5 in Europa
  - Langohrfledermäuse (Plecotus), 8 Arten, Eurasien, davon 7 in Europa
  - Rhogeessa, 10 Arten, Mittel- und Südamerika
  - Große Breitnasenfledermaus (Scoteanax rueppellii), Australien
  - Scotoecus, 3 Arten, Afrika, Südasien
  - Harlekinfledermaus (Scotomanes ornatus), Südostasien
  - Scotophilus, 10 Arten, Afrika und Süd- und Südostasien
  - Kleine Breitnasenfledermäuse (Scotorepens), 4 Arten, Australien
  - Dormer-Zwergfledermaus (Scotozous dormeri), Südasien.
  - Bambusfledermäuse (Tylonycteris), 3 Arten, Südostasien,
  - Zweifarbfledermäuse (Vespertilio), 3 Arten, Eurasien, davon 1 in Europa

### Europäische Gattungen und Arten
- Mopsfledermäuse (Barbastella)
  - Mopsfledermaus (Barbastella barbastellus)

- Breitflügelfledermäuse (Eptesicus)
  - Breitflügelfledermaus (Eptesicus serotinus)
  - Nordfledermaus (Eptesicus nilssoni)
  - Isabellfledermaus (Eptesicus Isabellinus)
  - Küstenfledermaus (Eptesicus anatolicus)

- Hypsugo
  - Alpenfledermaus (Hypsugo savii)

- Langflügelfledermäuse (Miniopterus)
  - Langflügelfledermaus (Miniopterus schreibersii)

- Mausohren (Myotis)
  - Wasserfledermaus (Myotis daubentonii)
  - Langfußfledermaus (Myotis capaccinii)
  - Teichfledermaus (Myotis dasycneme)
  - Große Bartfledermaus, auch Brandtfledermaus (Myotis brandtii)
  - Kleine Bartfledermaus (Myotis mystacinus)
  - Nymphenfledermaus (Myotis alcathoe)
  - Steppen-Bartfledermaus (Myotis aurascens)
  - Wimperfledermaus (Myotis emarginatus)
  - Fransenfledermaus (Myotis nattereri)
  - Bechsteinfledermaus (Myotis bechsteinii)
  - Großes Mausohr (Myotis myotis)
  - Kleines Mausohr (Myotis blythii)
  - Punisches Mausohr (Myotis punicus)

- Abendsegler (Nyctalus)
  - Großer Abendsegler (Nyctalus noctula)
  - Kleiner Abendsegler (Nyctalus leisleri)
  - Azoren-Abendsegler (Nyctalus azoreum)
  - Riesenabendsegler (Nyctalus lasioptreus)

- Zwergfledermäuse (Pipistrellus)
  - Zwergfledermaus (Pipistrellus pipistrellus)
  - Rauhautfledermaus (Pipistrellus nathusii)
  - Weißrandfledermaus (Pipistrellus kuhlii)
  - Mückenfledermaus (Pipistrellus pygmaeus)
  - Madeira-Fledermaus (Pipistrellus maderensis)

- Langohrfledermäuse (Plecotus)
  - Alpen-Langohr (Plecotus macrobullaris)
  - Braunes Langohr (Plecotus auritus)
  - Balkan-Langohr (Plecotus kolombatovici)
  - Graues Langohr (Plecotus austriacus)
  - Kanaren-Langohr (Plecotus teneriffae)
  - Sardisches Langohr (Plecotus sardus)

- Zweifarbfledermäuse (Vespertilio)
  - Zweifarbfledermaus (Vespertilio murinus)